# Clínica Oftalmològica Barraquer

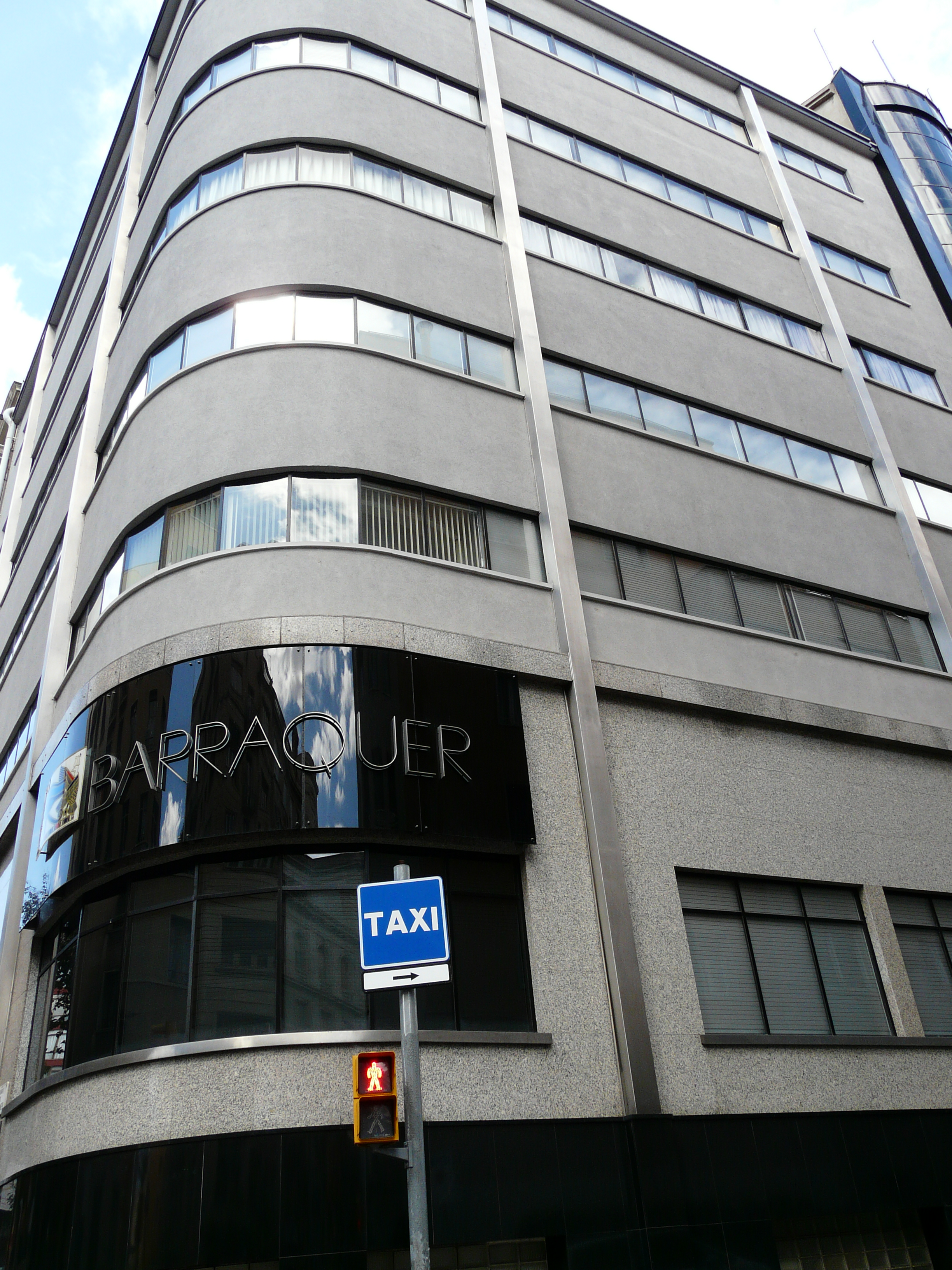
Institut Barraquer

La Clínica Oftalmológica Barraquer es una obra racionalista y art-déco de Barcelona incluida en el Inventario del Patrimonio Arquitectónico de Cataluña.

## Descripción
Edificio emplazado en el chaflán de las calles Muntaner y Laforja, ideado como clínica oftalmológica y vivienda particular del Dr. Barraquer. La construcción la llevó a cabo el arquitecto Joaquim Lloret y Homs durante la época del GATPAC, movimiento del cual toma su concepción de la distribución interior y la formalización de las fachadas, pero el arquitecto siguió otros modelos del movimiento Moderno como el expresionismo alemán liderado por Erich Mendelsohn.
La distribución del edificio se estructura en planta baja y cinco pisos que se organizan en torno a dos patios centrales que iluminan de forma cenital las salas de reuniones. Sin embargo, inicialmente estaba formado por planta baja, dos pisos y un ático con la vivienda del dr. Barraquer.
Las fachadas muestran un claro carácter racionalista evidenciado por la superposición de ventanas corridas. Cuando se llevó a cabo la ampliación se reforzó la estructura con unos pilares metálicos exteriores que introducen un contrapunto vertical en la fachada. La esquina se resuelve con una planta curva que inicialmente se completaba con un volumen cilíndrico tangente al plano de fachada que se perdió con la ampliación, lo que le ha restado a la fachada parte de su carácter expresionista inicial. Los interiores tienen una fuerte relación con los estilos decorativos cercanos al art déco.

## Historia
La primera fase del edificio terminó en 1941, con la misma disposición que se mantiene en la actualidad. En la década de los años 50 se construyó la segunda fase en la calle Laforja y en 1971, se llevó a cabo una ampliación de tres plantas (incorporando el ático existente en la actualidad), con una idea mimética que no altera la estructura global del edificio.
La singularidad de la obra recae sobre todo en la decoración interior, en tanto que el propio doctor Barraquer colaboró con ella, fusionando su afición por la iconografía del antiguo Egipto con el art decó.
De entre todas las corrientes del racionalismo en Cataluña se puede dibujar línea de continuidad y paralelismo entre arquitecturas locales y el expresionismo alemán, algunas de ellas directamente inspiradas por el arquitecto Erich Mendelshon.